# Borat – Kulturelle Lernung von Amerika, um Benefiz für glorreiche Nation von Kasachstan zu machen
Borat – Kulturelle Lernung von Amerika, um Benefiz für glorreiche Nation von Kasachstan zu machen (meist einfach Borat) ist eine US-amerikanische Mockumentary aus dem Jahr 2006. Für Sacha Baron Cohen ist es die zweite Hauptrolle in einem Kinofilm nach Ali G in da House. Auch hier arbeitete Cohen am Drehbuch mit und übernahm die Hauptrolle des Borat Sagdiyev, eines kasachischen Fernsehreporters. Der Film feierte seine Premiere am 8. September 2006 beim Filmfestival in Toronto.
Die Deutschland-Premiere, bei der auch der Drehbuchautor und Hauptdarsteller Sacha Baron Cohen anwesend war, fand am 11. Oktober in Köln statt. In 13 Städten wurde am 25. Oktober zu einer Vorschau eingeladen. Der allgemeine deutsche Kinostart war am 2. November 2006. Am 15. Januar 2007 wurde Sacha Baron Cohen für seine Rolle in Borat in der Kategorie „Bester Hauptdarsteller – Komödie oder Musical“ mit dem Golden Globe Award ausgezeichnet.
Die Fortsetzung Borat Anschluss Moviefilm wurde am 23. Oktober 2020 veröffentlicht.

## Handlung
Borat Sagdiyev, ein kasachischer Fernsehreporter und Antiziganist mit offen antisemitischer und frauenfeindlicher Grundhaltung, wird vom Innenministerium Kasachstans beauftragt, in die USA zu reisen, um die dortigen Gebräuche und Gewohnheiten der Menschen zu studieren. Die kasachische Regierung hofft, von den Informationen zu profitieren.
Nachdem Borat sich von seiner Frau, seiner Schwester sowie dem idyllischen Dorfleben verabschiedet hat, fliegt er mit seinem Produzenten Azamat Bagatov nach New York City. Kaum angekommen, versucht er die Einheimischen zu erforschen, indem er sich ihnen vorstellt und ihnen – nach kasachischer Tradition – einen Bruderkuss gibt. Nachdem er bereits die U-Bahn New Yorks kennengelernt hat, mietet er sich ein Hotelzimmer, wo er sich spätabends das hiesige Fernsehprogramm ansieht. Hier entdeckt er seine Traumfrau, die blonde, wohlproportionierte kalifornische Rettungsschwimmerin C. J. – alias Pamela Anderson – der Serie Baywatch, in die er sich sofort verliebt.
Am nächsten Tag erreicht ihn ein Telegramm über den Tod seiner Ehefrau durch einen Bärenangriff, sodass er voll Vorfreude beschließt, mit seinem Produzenten nach Kalifornien zu reisen, um seine Pamela Anderson kennenzulernen. Da Azamat nicht gewillt ist, erneut zu fliegen, kaufen sich die beiden ein Auto und fahren Richtung Westküste. Auf seiner Reise begegnet Borat echten Menschen in ihrem echten Leben und bringt diese nicht selten in Verlegenheit oder peinliche Situationen. So singt er beispielsweise während einer Rodeo-Veranstaltung seine eigene kasachische Version der US-amerikanischen Nationalhymne im Salem Civic Center (Virginia). Auch die Politiker Bob Barr und Alan Keyes müssen ihn während eines Interviews ertragen.
Auf ihrer weiteren Tour Richtung Malibu quartieren sich die beiden auch in einer Pension bei Juden ein, die Borat für die Verkörperung allen Übels ansieht, so dass er sich kurzerhand einen echten Bären zulegt, um seine Sicherheit zu gewährleisten. Diesen nehmen sie fortan mit auf ihre Reise. Bei einem weiteren Zwischenhalt in einer anderen Stadt ertappt Borat seinen Produzenten splitternackt beim Masturbieren mit seinem Baywatch-Heft in der Hand, als er gerade aus dem Bad kommt. Daraufhin kommt es zu einem offenen Streit und Azamat verlässt Borat.
Ohne Geld, ohne Ausweis und ohne seinen Produzenten setzt Borat seine Reise zu Pamela fort. Nach einer Autopanne wird er als Anhalter von einer Gruppe männlicher Verbindungsstudenten ein Stück mitgenommen, die einige seiner Einstellungen über Frauen und Minderheiten teilen. Hier erfährt er, dass seine angebliche Jungfrau Pamela nicht die unberührte Person ist, für die er sie immer hielt – sie zeigen ihm Pornofilme, in denen sie mitspielte. Er stürzt in eine schwere Krise, die er jedoch durch einen Besuch in einem Gottesdienst der United Pentecostal Church überwindet.
In Hollywood angekommen trifft er wieder auf Azamat, es kommt zu einer Aussöhnung. Bei einer Autogrammstunde trifft er endlich auf Pamela Anderson, der er seine Liebe gesteht und ihr einen Heiratsantrag macht. Ehe sie überhaupt antworten kann, stülpt er in angeblich kasachischer Tradition einen mit ihrem Namen bestickten Sack über sie, um sie zu verschleppen. Doch Pamela gelingt die Flucht vor Borat, der kurze Zeit später gestellt wird.
In der Schlusssequenz sieht man Borat, der mit einem Bus wieder Richtung Ostküste fährt, um seinen Heimflug anzutreten. Zwischendurch hält er bei Luenell, einer afroamerikanischen Prostituierten, die er auf dem Weg durch die USA kennengelernt hat. Er nimmt sie als Ehefrau nach Kasachstan mit.

## Hintergrund

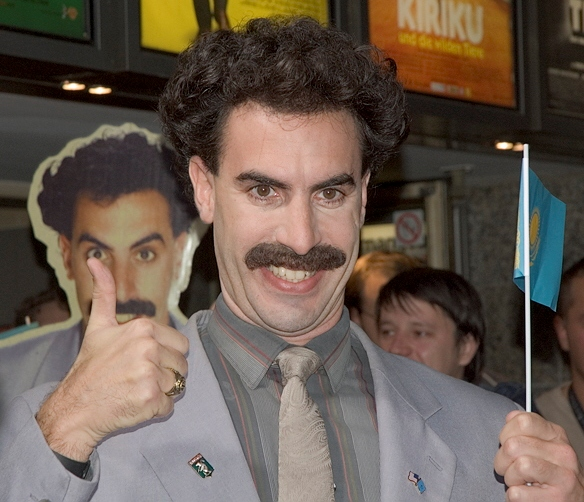
Borat (Sacha Baron Cohen) bei der Deutschland-Premiere in Köln, 2006

Die Dreharbeiten wurden mit einer nur achtköpfigen Crew durchgeführt. Die Filmemacher verwendeten hierbei einen Run-and-Gun-Stil. Der Begriff wird u. a. im englischen Sprachgebrauch für eine Militärtaktik verwendet, gemeint ist in diesem Kontext das überraschende Auftreten des Filmteams und dessen schnelles Verschwinden ohne festes Drehbuch. Dieser Stil der Filmemacher führte dazu, dass sie mit dem Gesetz in Konflikt gerieten; es kam zu Verhaftungen und das Team wurde vom FBI beschattet, da Anwohner dachten, es handle sich um Terroristen.
Sämtliche bei den Filmaufnahmen involvierten Personen unterschrieben angeblich Einverständniserklärungen, bei einem Film mitzuwirken. Dabei war jedoch von keiner Hollywood-Produktion, sondern stets von einer kasachischen Dokumentation die Rede. Harsche Kritik ist insbesondere aus Glod zu vernehmen, einer rumänischen Ortschaft, die die Kulisse für die fiktive kasachische Heimatstadt Kuzcek des Reporters Borat darstellt, die nach Angaben des Schauspielers Sacha Baron Cohen in der Nähe von Almaty liege. Es wurde unter anderem im Auftrag zweier Dorfbewohner durch den Münchener Rechtsanwalt Michael Witti und dessen US-amerikanischen Partner Ed Fagan gegen die Produktionsfirma 20th Century Fox eine Klage in Höhe von 30 Millionen US-Dollar eingereicht. Die Klage blieb jedoch ohne Erfolg.
Im September 2006 hat sich US-Präsident George W. Bush mit den provokativen Äußerungen von Sacha Baron Cohen beschäftigt. Hintergrund war ein Treffen mit dem kasachischen Präsidenten Nursultan Nasarbajew, der sich bei ihm über Cohens rassistische Äußerungen beschwerte. Cohen hatte mit der Kunstfigur Borat Kasachstan als einen hinterwäldlerischen Staat dargestellt, in dem Prostitution, Waffenschieberei und die Diskriminierung von Randgruppen auf der Tagesordnung stehen. Diese Satire wurde von kasachischer Seite sehr negativ aufgenommen. US-Präsident George W. Bush wollte weitere diplomatische Zwischenfälle vermeiden. Auch die Domainregistrierung von borat.kz wurde gelöscht, weil die Webseite und der Film das internationale Ansehen Kasachstans besudelten.
Zum deutschsprachigen Filmstart des Films Borat wurde in Deutschland vom in Hamburg ansässigen Europäischen Zentrum für Antiziganismusforschung Strafanzeige wegen Volksverhetzung eingereicht. Auch Fernsehunternehmen, die Werbespots für den Film sendeten, sowie die Tageszeitung Die Welt wurden in gleicher Weise angezeigt. Die Anklagepunkte wurden seinerzeit durch die Staatsanwaltschaft Hamburg geprüft. In einem Interview mit der Berliner taz erläuterte der Anzeigende, Marko D. Knudsen, warum er den Film trotz seines grotesken Satire-Charakters für gefährlich für das friedliche Zusammenleben hält. Wenngleich die Spuren der Anzeigen sich im Sande verliefen – im Hamburger Justiz-Portal finden sich keine Urteils-Texte hierzu – führte die Kampagne zu einer Etablierung des Antiziganismus als Begriff.
Als sehr werbewirksam für den Hype erwiesen sich die ersten empörten Reaktionen des kasachischen Außenministeriums und die Beschwerde der kasachischen Vertretung in Washington beim US-Magazin The New Yorker. Das kasachische Außenministerium drohte mit einer Klage aufgrund der herabsetzenden Darstellung des Landes und lancierte eine Image-Kampagne einschließlich einer vierseitigen Großanzeige in der New York Times, um Kasachstan in der Welt besser bekannt zu machen. Inzwischen soll der bekannteste Fernsehentertainer des Landes sich als Borats Bruder am satirischen Frotzeln beteiligt haben, nachdem der schwarzhumorige Charakter des Films erkannt wurde. Zugleich meldet der Focus, Kasachstan habe inzwischen eingelenkt und Borat in seine Heimat eingeladen. Nach der Veröffentlichung des Kinofilms verzehnfachte sich die Anzahl ausgestellter Touristenvisa nach Aussage des kasachischen Außenministers, der sich offiziell bei Baron Cohen bedankte.
Weitere Hintergrundinformationen und kritische Stimmen: Sacha Baron Cohen: Kontroversen um die Figuren

## Sonstiges

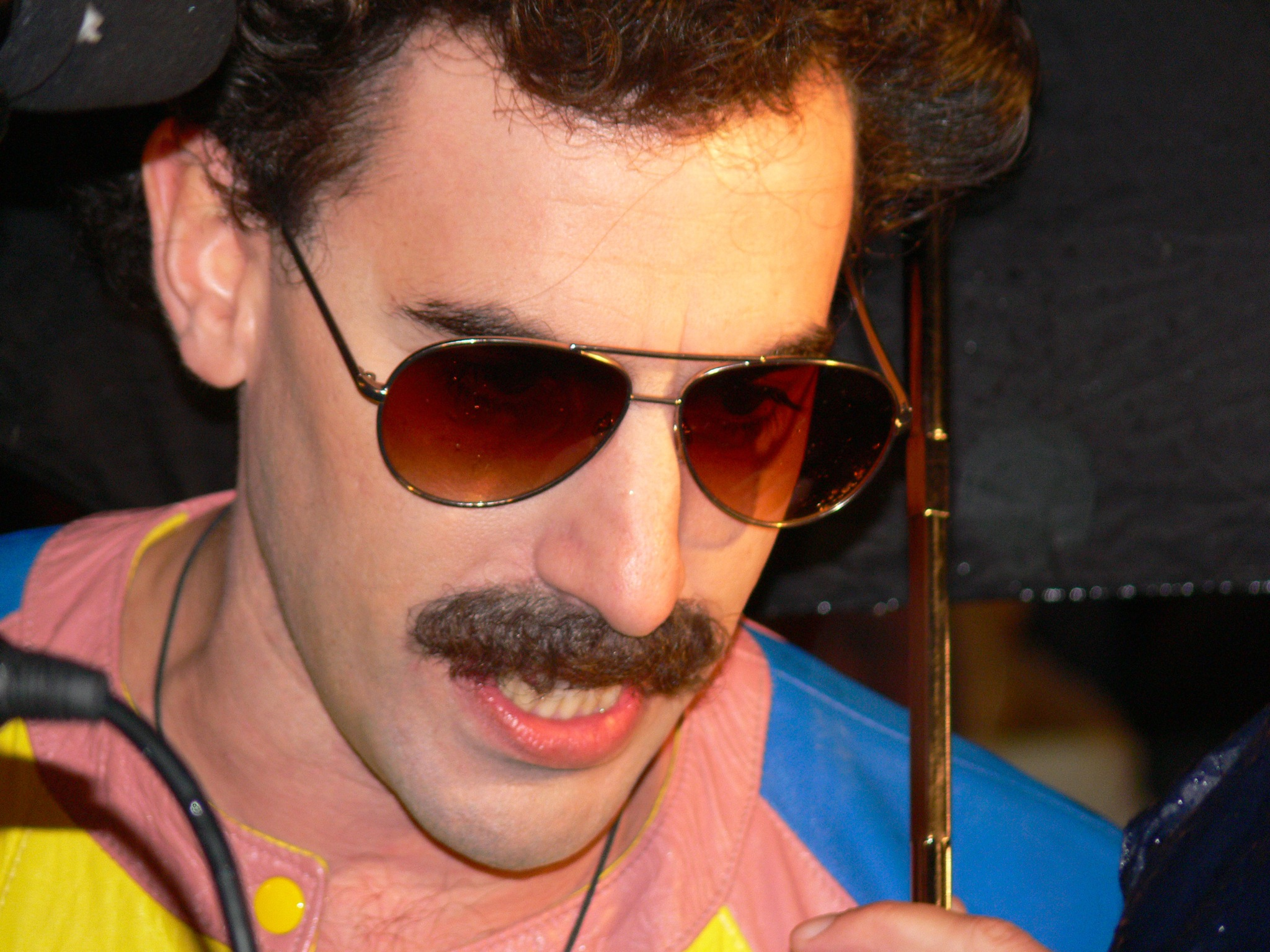
Borat (Sacha Baron Cohen) bei der England-Premiere auf dem Leicester Square in London

- Im Titel-Logo des Films und in Einblendungen in Werbespots für den Film werden alle A durch das kyrillische D („Д“) ersetzt („BORДT“). Außerdem werden fast alle N durch das kyrillische I („И“) ersetzt („BEИEFIZ“).
- Bei der Premiere des Filmes erregte Borat die Gemüter, als er in einem von Frauen gezogenen Pferdewagen am Roten Teppich vorfuhr. Die Vorstellung selbst war jedoch ein Fiasko. Nach ca. 20 Minuten versagte der Projektor seinen Dienst, und die Vorstellung musste abgebrochen werden. Borat lud die Zuschauer daraufhin ein, mit in sein Hotel zu kommen, dort nackt zu ringen und vom Fenster aus auf Hunde zu schießen.
- Borats Gruß Jagshemash! ist aus dem Polnischen (Jak się masz?) und bedeutet Wie geht’s dir?.[22] Ebenfalls aus dem Polnischen ist Borats Ausruf Dschenkuje (u. a. in der Abschlussszene zu hören) vom polnischen dziękuję, was Danke bedeutet. Azamat spricht zumeist Armenisch mit Borat.
- Der Badeanzug, in welchem Borat zum Schwimmen geht, wird als Mankini bezeichnet. Obwohl er in dem Film nur kurz zu sehen ist, als Borat von seinen Hobbys erzählt, hat er eine gewisse Popularität erlangt.
- Die Person am Ende des Filmabspanns ist der Präsident Aserbaidschans, İlham Əliyev.
- Dustin Hoffman und Russell Crowe bekannten sich als Fans des Charakters Borats.[23]
- Borats Charakter stammt in frühen Darstellungen durch Baron Cohen aus Albanien. Dabei handelt es sich ebenfalls um einen fiktiven Fernsehreporter, der ursprünglich den Namen Kristo trug.[24]
- Bereits am Premierenwochenende spielte der Film allein in den Vereinigten Staaten 26,4 Millionen US-Dollar ein.[25] Dabei setzte er sich mit seiner Einnahmestärke u. a. gegen Santa Clause 3 durch, der in viermal so vielen Kinos anlief, und konnte in sechs europäischen Staaten, darunter Cohens Heimat, dem Vereinigten Königreich, die Spitze der Kinocharts übernehmen.[26] Damit stellt Borat zugleich den einnahmestärksten Kinofilm dar, der in weniger als 1.000 Kinos anlief.[27] In den ersten zehn Tagen ließen die Besucher knapp 68 Millionen Dollar an den US-amerikanischen Kinokassen.[28] Insgesamt spielte der Film bei geschätzten Produktionskosten von 18 Mio. US$ weltweit gut 261 Mio. US$ ein.[29]
- Teile der Filmmusik komponierte Sacha Baron Cohens Bruder Erran Baron Cohen, welcher der britischen Band Zöhar angehört. Es erklingen jedoch auch Kompositionen des Komponisten Goran Bregović in dem Film. Dazu zählt beispielsweise das Lied Ederlezi vom gleichnamigen Album Ederlezi.[30]
- Die Romasängerin Esma Redžepova hatte 800.000 Euro Schadenersatz von den Filmemachern gefordert, da diese ihren Song Čaje šukarije ohne ihr Wissen verwendet hatten. Allerdings stellte sich heraus, dass die Filmemacher die Genehmigung ihrer Plattenfirma erlangt hatten, ohne dass diese Esma informiert hatte. Redžepova war entrüstet, da sich die Plattenfirma nicht erkundigt hatte, um was für einen Film es sich handelt. Sie beanstandet, dass sich nun ihr Lied in einem Film wiederfindet, der, wie sie sagt, Roma, Juden und US-Amerikaner verlacht. Die Plattenfirma bezahlte 26.000 Euro als Entschädigung an Redžepova. Die Zusammenarbeit mit der in den Niederlanden ansässigen Plattenfirma brach Redžepova ab, sie arbeitete anschließend mit einer deutschen Plattenfirma zusammen.[31]
- Die finale Szene mit Pamela Anderson bei einer Autogrammstunde ist halb echt und halb gestellt. Die ursprüngliche Szene sollte bei einer Hundehochzeit spielen, jedoch dachten die Produzenten, dass diese Szene ohne Ken Davitian, der bei dem Erstdreh nicht dabei war, gestellt wirken würde. Bei einer Autogrammstunde filmten sie weitere Takes, kamen jedoch später zu einer weiteren Autogrammstunde, die letztlich im Film gezeigt wurde. Die Flucht von Pamela Anderson war echt, die Schauspielerin rannte auf der Flucht panisch in ein unbekanntes Auto und kehrte erst eine Viertelstunde später zurück.[32] Nach in der Netzeitung erwähnten Berichten der New York Post sei Pamela Anderson über das grob vorgegebene Skript informiert gewesen.[33] Ein Streit über ihr Mitwirken in diesem Film, das sie genossen habe, sei Auslöser zur Trennung von Kid Rock gewesen.[34]
- Die Figur Borat ähnelt im Erscheinungsbild und seinem in gebrochenem Englisch vorgetragenen markanten Phrasen sehr dem Türken Mahir Cagri. Dieser hatte bereits im Jahr 1999 seine persönliche Homepage[35] im Internet veröffentlicht, die sich mit der steigenden Popularität des WWW sehr schnell zu einem Internet-Phänomen mit sehr hohen Besucherzahlen entwickelte.[36] Die Homepage beinhaltet lediglich eine Selbstdarstellung Cagris in Textform, untermalt von kommentierten persönlichen Fotos. Der Text ist ausschließlich in sehr gebrochenem und größtenteils falschem Englisch verfasst. Es fielen die ungewöhnlichen Anmerkungen Cagris auf. Besonders markant war die Begrüßungsphrase I kiss you!!!! sowie der auch im Borat-Film verwendete Satz I like sex. Eine weitere Ähnlichkeit zum fiktiven Borat besteht darin, dass Cagri ebenfalls Journalist ist. Die abgebildeten Fotos zeigen Cagri in Speedo-Badehose am Strand mit Freunden oder schlicht in schlecht sitzendem Anzug, der ebenfalls an das typische Borat-Outfit erinnert. Zur Ähnlichkeit des Charakters Borat zu Cagri gibt es von Sacha Baron Cohen keine bekannten Äußerungen.
- Bei der Ehrung der kasachischen Goldmedaillengewinnerin im Sportschießen Maria Dmitrjenko in Kuwait am 23. März 2012 wurde versehentlich nicht die richtige kasachische Hymne, sondern deren Parodie aus Borat gespielt, in der das Land aufgrund seiner Kalium-Exporte und der saubersten Prostituierten der Region gepriesen wird.[37] Die Medaillengewinnerin nahm die Ehrung mit unbewegter Miene entgegen.[38][39]
- Die deutsche Synchronstimme von Borat ist Tobias Meister.

## Kritiken
Laut Filmstarts „trifft er genau die richtige Mischung aus bissiger Gesellschaftssatire und purem Schwachsinn“. Die Redaktion warnt vor „absoluter Kultfilmgefahr“ und scheut keine Vergleiche mit der „politischen Schlagfertigkeit eines Michael Moore“ sowie „einer gehörigen Portion Jackass“. Jürg Tschirren geht noch einen Schritt weiter und konkretisiert, dass es sich weniger um „körperliche Wagnisse, sondern um soziale – Social-Jackass sozusagen“ – handele. Nicht zuletzt bedient sich der Focus desselben Vergleichs und schreibt: „Hätte Michael Moore Humor und wäre ‚Jackass‘ politisch, dann könnte man sagen, Moore meets Jackass.“ In einem weiteren Punkt scheinen sich ebenfalls alle einig zu sein, der Humor geht unter die Haut: „Wenn Humor schmerzhaft wird“, denn „der Film ist so böse, dass einem der Atem stockt, und die Figur ist so lustig, dass es wehtut.“ Die Süddeutsche Zeitung nannte ihn in der Wochenendausgabe vom 21./22. Oktober den „lustigsten Mann der Welt“. Auch in den USA überschlagen sich die Kritiken, die Filmseite Rotten Tomatoes zählt 91 % positive Reviews. Das Lexikon des internationalen Films meinte, der Film mache es so gut wie unmöglich, „eine Grenze zwischen Dokumentation und Fiktion zu ziehen“, und irritiere außerdem „durch einen mitunter sehr platten und derben Humor“. Spiegel Online meldete, dass der Film in Russland keine Vorführgenehmigung erhalten hätte und ein kasachischer Diplomat der Meinung sei, dass der Film ein falsches Bild von den Kasachen vermittelt und vollkommen realitätsfern sei.

## Auszeichnungen
| Auszeichnung                                   | nominiert                                  | gewonnen                                                          |
| ---------------------------------------------- | ------------------------------------------ | ----------------------------------------------------------------- |
| Oscar 2007                                     | Bestes adaptiertes Drehbuch                |                                                                   |
| Broadcast Film Critics Association Awards 2007 |                                            | Beste Filmkomödie                                                 |
| Chicago Film Critics Association Awards 2006   |                                            | Bester Nachwuchsdarsteller (Sacha Baron Cohen)                    |
| Golden Globe Awards 2007                       | Bester Film – Komödie oder Musical         | Bester Hauptdarsteller – Komödie oder Musical (Sacha Baron Cohen) |
| Los Angeles Film Critics Association 2006      |                                            | Bester Hauptdarsteller (Sacha Baron Cohen)                        |
| Online Film Critics Society Awards 2007        | Bester Hauptdarsteller (Sacha Baron Cohen) | Bester Nachwuchsdarsteller (Sacha Baron Cohen)                    |
| San Francisco Film Critics Circle 2006         |                                            | Bester Hauptdarsteller (Sacha Baron Cohen)                        |
| Toronto Film Critics Association Awards 2006   |                                            | Bester Hauptdarsteller (Sacha Baron Cohen)                        |
| Writers Guild of America 2007                  | Bestes adaptiertes Drehbuch                |                                                                   |
| Deutscher Comedypreis 2006                     |                                            | Bester internationaler Comedian (Sacha Baron Cohen)               |